# Wilmshagen
Wilmshagen este o comună din landul Mecklenburg-Pomerania Inferioară, Germania.